# Max Binder
Max Binder (Kirchberg im Wald, 22 augustus 1911 – aldaar, 28 januari 2010) was een Duits politicus voor de CSU.
Binder was burgemeester van Kirchberg (1945-1960), landraad van het district Regen (1960-1972) en afgevaardigde in de landdag van Beieren (1954-1970). Hij was in het bijzonder begaan met de watervoorziening van het Beierse Woud en de nabijgelegen Donaustreek.
- Gemeinsame Normdatei: 12054170X
- Virtual International Authority File: 3304532
- WorldCat: E39PBJk8V3bf3T8rCRW83MPxXd